# Skate Canada 2008
Navigation
Édition précédente Édition suivante
Le Skate Canada (ou Internationaux Patinage Canada) est une compétition internationale de patinage artistique qui se déroule au Canada au cours de l'automne. Il accueille des patineurs amateurs de niveau senior dans quatre catégories: simple messieurs, simple dames, couple artistique et danse sur glace.
Le trente-cinquième Skate Canada est organisé du 30 octobre au 2 novembre 2008 à la Place Banque Scotia d'Ottawa dans la province de l'Ontario. Il est la deuxième compétition du Grand Prix ISU senior de la saison 2008/2009.

## Résultats

### Messieurs

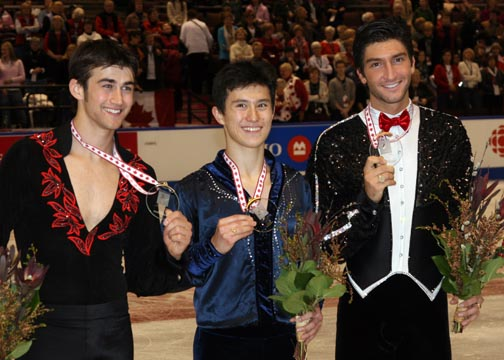
Podium des Messieurs

| Rang | Nom               | Pays       | Points | Programme court | Programme court | Programme libre | Programme libre |
| ---- | ----------------- | ---------- | ------ | --------------- | --------------- | --------------- | --------------- |
| 1    | Patrick Chan      | Canada     | 215.45 | 2               | 77.47           | 3               | 137.98          |
| 2    | Ryan Bradley      | États-Unis | 212.75 | 3               | 72.50           | 2               | 140.25          |
| 3    | Evan Lysacek      | États-Unis | 209.27 | 4               | 71.40           | 4               | 137.87          |
| 4    | Yannick Ponsero   | France     | 208.97 | 1               | 78.05           | 6               | 130.92          |
| 5    | Shawn Sawyer      | Canada     | 206.56 | 7               | 64.20           | 1               | 142.36          |
| 6    | Sergey Voronov    | Russie     | 201.59 | 5               | 70.45           | 5               | 131.14          |
| 7    | Brandon Mroz      | États-Unis | 192.23 | 6               | 67.03           | 7               | 125.20          |
| 8    | Yasuharu Nanri    | Japon      | 177.84 | 9               | 63.36           | 9               | 114.48          |
| 9    | Anton Kovalevski  | Ukraine    | 170.61 | 8               | 64.06           | 10              | 106.55          |
| 10   | Jeremy Ten        | Canada     | 169.79 | 11              | 50.93           | 8               | 118.86          |
| 11   | Vladimir Uspenski | Russie     | 150.50 | 10              | 56.17           | 11              | 94.33           |

### Dames

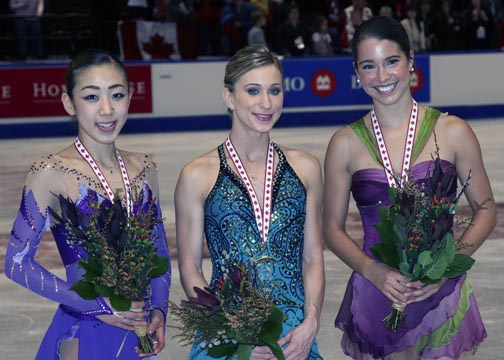
Podium des Dames

| Rang | Nom              | Pays        | Points | Programme court | Programme court | Programme libre | Programme libre |
| ---- | ---------------- | ----------- | ------ | --------------- | --------------- | --------------- | --------------- |
| 1    | Joannie Rochette | Canada      | 188.89 | 1               | 64.74           | 1               | 124.15          |
| 2    | Fumie Suguri     | Japon       | 163.86 | 2               | 57.92           | 3               | 105.94          |
| 3    | Alissa Czisny    | États-Unis  | 157.92 | 6               | 49.66           | 2               | 108.26          |
| 4    | Carolina Kostner | Italie      | 152.76 | 7               | 48.56           | 4               | 104.20          |
| 5    | Caroline Zhang   | États-Unis  | 150.80 | 3               | 53.28           | 5               | 97.52           |
| 6    | Beatrisa Liang   | États-Unis  | 142.12 | 5               | 49.92           | 6               | 92.20           |
| 7    | Jenna McCorkell  | Royaume-Uni | 139.37 | 4               | 51.64           | 8               | 87.73           |
| 8    | Cynthia Phaneuf  | Canada      | 133.47 | 9               | 45.06           | 7               | 88.41           |
| 9    | Nana Takeda      | Japon       | 128.93 | 8               | 45.14           | 9               | 83.79           |
| 10   | Jenni Vähämaa    | Finlande    | 122.75 | 10              | 44.90           | 10              | 77.85           |
| 11   | Jelena Glebova   | Estonie     | 116.38 | 11              | 41.18           | 11              | 75.20           |
| 12   | Myriane Samson   | Canada      | 112.74 | 12              | 40.42           | 12              | 72.32           |

### Couples

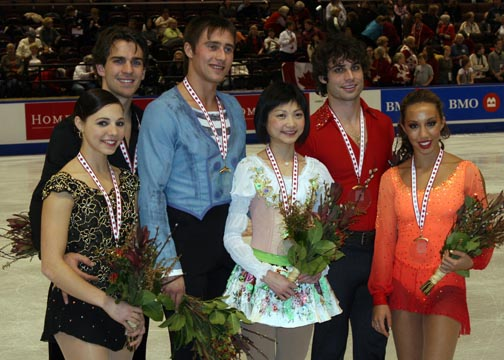
Podium des couples artistiques

| Rang | Nom                                 | Pays       | Points | Programme court | Programme court | Programme libre | Programme libre |
| ---- | ----------------------------------- | ---------- | ------ | --------------- | --------------- | --------------- | --------------- |
| 1    | Yuko Kavaguti / Alexandre Smirnov   | Russie     | 176.97 | 1               | 65.02           | 2               | 111.95          |
| 2    | Jessica Dubé / Bryce Davison        | Canada     | 176.54 | 3               | 60.14           | 1               | 116.40          |
| 3    | Keauna McLaughlin / Rockne Brubaker | États-Unis | 161.51 | 2               | 60.66           | 3               | 100.85          |
| 4    | Mylène Brodeur / John Mattatall     | Canada     | 149.14 | 6               | 50.76           | 4               | 98.38           |
| 5    | Tiffany Vise / Derek Trent          | États-Unis | 148.52 | 4               | 53.94           | 5               | 94.58           |
| 6    | Rachel Kirkland / Eric Radford      | Canada     | 141.66 | 7               | 50.08           | 6               | 91.58           |
| 7    | Amanda Evora / Mark Ladwig          | États-Unis | 138.14 | 8               | 47.04           | 7               | 91.10           |
| 8    | Dong Huibo / Wu Yiming              | Chine      | 127.17 | 5               | 50.84           | 8               | 76.33           |

### Danse sur glace

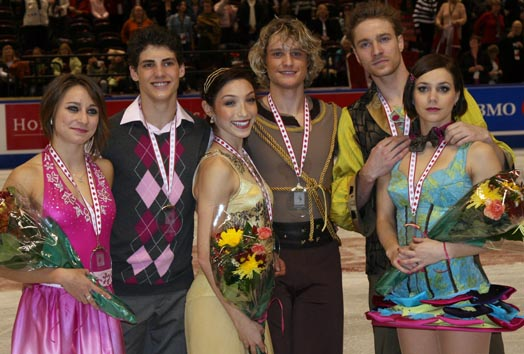
Podium de la danse sur glace

| Rang | Nom                                 | Pays       | Points | Danse imposée | Danse imposée | Danse originale | Danse originale | Danse libre | Danse libre |
| ---- | ----------------------------------- | ---------- | ------ | ------------- | ------------- | --------------- | --------------- | ----------- | ----------- |
| 1    | Meryl Davis / Charlie White         | États-Unis | 178.89 | 1             | 34.29         | 1               | 56.36           | 1           | 88.24       |
| 2    | Vanessa Crone / Paul Poirier        | Canada     | 162.13 | 4             | 31.11         | 3               | 49.13           | 2           | 81.89       |
| 3    | Nathalie Péchalat / Fabian Bourzat  | France     | 159.06 | 2             | 33.90         | 6               | 47.37           | 3           | 77.79       |
| 4    | Kristina Gorshkova / Vitali Butikov | Russie     | 157.83 | 5             | 30.50         | 2               | 49.82           | 4           | 77.51       |
| 5    | Kimberly Navarro / Brent Bommentre  | États-Unis | 157.54 | 3             | 31.67         | 4               | 48.68           | 5           | 77.19       |
| 6    | Ekaterina Bobrova / Dmitri Soloviev | Russie     | 151.62 | 7             | 28.42         | 5               | 47.83           | 6           | 75.37       |
| 7    | Jennifer Wester / Daniil Barantsev  | États-Unis | 141.06 | 6             | 28.71         | 7               | 43.70           | 7           | 68.65       |
| 8    | Andrea Chong / Guillame Gfeller     | Canada     | 136.99 | 8             | 26.29         | 8               | 43.24           | 8           | 67.46       |

## Sources
- Résultats du Skate Canada 2008 sur le site de l'ISU
- Patinage Magazine N°115 (Décembre 2008-Janvier 2009)